# Hermann-Josef Zoche

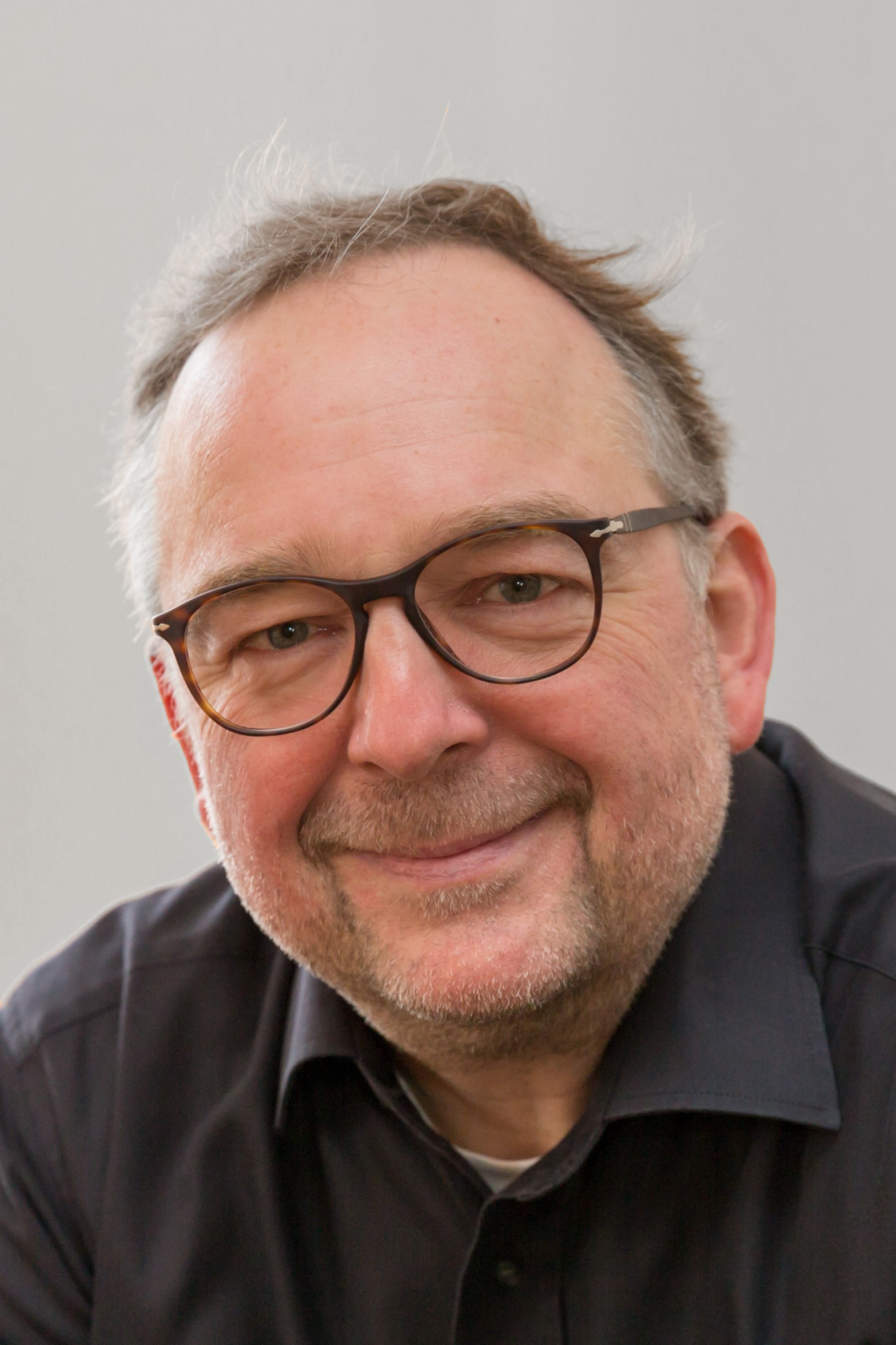
Hermann-Josef Zoche (2016)

Hermann-Josef Zoche CanReg (* 1958 in Bremen) ist ein deutscher Augustinerpater, Theologe, Philosoph und Managementberater.

## Leben
Hermann-Josef Zoche studierte an der Philosophisch-Theologischen Hochschule Sankt Georgen in Frankfurt am Main, unter anderem praktische Philosophie und Logik bei Rupert Lay. Nach der theologischen Zwischenprüfung im Jahr 1980 trat er in die Benediktinerabtei St. Mauritius in Tholey ein, gewann aber die Erkenntnis, dass er zu diesem Lebensstil nicht berufen war und setzte zum Wintersemester 1980/1981 sein Theologie- und Philosophiestudium an der Universität Freiburg fort. Nach dem Examen in Theologie wechselte er zur Promotion nach Augsburg. Seine theologische Dissertation schrieb er über die Gnadentheologie von Erich Przywara. Seine Promotion in Philosophie erfolgte in Freiburg.
Zoche trat in den Orden der Brüder vom gemeinsamen Leben im Südschwarzwald ein, einer zu den Augustiner-Chorherren zählenden Gemeinschaft mit dem Ziel der Wiederbelebung des ehemaligen Ordens der Brüder vom gemeinsamen Leben. Im Jahr 1987 wurde er zum Priester geweiht.
Mit Unterstützung von Joseph Schmidt hielt er erste Vorträge bei den Unternehmertagen des Schmidt-Collegs sowie Seminare und veröffentlichte Artikel in der Zeitschrift des Schmidt-Collegs sowie im Schmidt Verlag. Gemeinsam mit dem Unternehmer Roland Betz erfolgte im Jahr 1982 die Gründung der Betz-Akademie im bayerischen Ammerthal – einer Unternehmensberatung in den Bereichen Management, Marketing, Strategische Planung und Verkauf. Betz und Zoche erstellten ein über 500-seitiges Lehrwerk mit umfangreichem Sondermaterial. Nachdem Betz Ende der 1990er Jahre seine Firmen verkaufte, erlosch die Betz-Akademie.
Zudem wirkte Zoche als Kurseelsorger im Höhenkurort Höchenschwand, betreute die Drogenseelsorge im Grenzbereich Deutschland-Schweiz am Hochrhein mit und wurde 1991 Pfarrer der katholischen Pfarrei „St. Marien“ in Waldkirch bei Waldshut, auf deren Gelände auch das Ordenshaus liegt. Seit 2001 ist er Leiter der Seelsorgeeinheit Maria Bronnen und seit 2015 zusätzlich Pfarrer von Gurtweil.
Zoche hält Vorträge, Seminare und Schulungen für verschiedene Firmen und Gruppen sowie für Management und Industrie. Seine Themen erstrecken sich auf „Umgehen mit Konflikten“, „Kommunikation“, „Führen von Menschen“, „Wertebilder und Wertewandel“ sowie den Gesamtbereich der (Wirtschafts-)Ethik.

## Veröffentlichungen (Auswahl)
- Konfliktsouveränität. Ein praktischer Ratgeber zur Lösung von zwischenmenschlichen Problemen. Schmidt-Verlag, Bayreuth 1989, 4. Auflage 1998, ISBN 3-926-25808-X.
- Sprachsouveränität. Anstöße und Ratschläge für eine bessere Sprache. Band 1. Schmidt-Verlag, Bayreuth 1991; 2. Aufl. 1992, ISBN 3-926-25809-8.
- Sprachsouveränität. Kommunikation. Band 2. Schmidt-Verlag, Bayreuth 1993.
- Macht Erfolg Sinn. Eine neue Ethik für Unternehmer und Manager. Junfermann, Paderborn 1996, ISBN 3-873-87330-3.
- Jesus und die Marktwirtschaft. Kapitalismus auf dem Prüfstand der Menschlichkeit. Knecht, Frankfurt 1999, ISBN 3-782-00814-6.
- Wir müssen mal miteinander reden... Sprache üben – Gespräche führen – Konflikte lösen. Schmidt-Verlag, Bayreuth 2001, ISBN 3-926-25823-3.
- Lassen wir unser Kind taufen? Entscheidungshilfen für Eltern. Butzon & Bercker, Kevelaer 1999, ISBN 3-7666-0188-1.
- Papa, was ist der Tod? Ein Kind fragt nach dem Leben. Pattloch, München 2001, ISBN 3-629-01634-0.
- Die Zehn Gebote für Manager. Das Praxishandbuch zur Erstellung einer wertorientierten Firmenphilosophie. Schmidt-Verlag, Bayreuth 2001, ISBN 3-926-25825-X.
- Die Jesus AG. Ein Unternehmensberater analysiert die älteste Firma der Welt. Pattloch, München 2002, ISBN 3-629-01640-5.
- Ich sehe die Welt auch von der anderen Seite. Die besonderen Talente der Linkshänder. Ariston/Hugendubel, München 2002, ISBN 3-7205-2305-5.
- Vorbilder prägen Weltbilder. Kleinkinder mit christlichen Werten erziehen. Sankt Ulrich Verlag, Augsburg 2002, ISBN 3-936484-00-7.
- In guten und in schlechten Tagen. Kirchliche Hochzeit und was sonst noch zum Glück gehört. Sankt Ulrich Verlag, Augsburg 2002, ISBN 3-936484-05-8.
- Sag ja. 60 kleine Schritte zum Glück. Sankt Ulrich Verlag, Augsburg 2003, ISBN 3-936484-12-0.
- Bibel-Brevier für Manager. Gütersloher Verlagshaus, Gütersloh 2007, ISBN 3-579-06427-4.
- Die sieben Todsünden unserer Zeit. Econ-Verlag, Berlin 2009, ISBN 978-3-430-20055-4.
- 100 Meditationen für Manager … und alle, die täglich mit Menschen umgehen., Schmidt-Verlag, Bayreuth 2010, ISBN 978-3-981-40330-5.
- Der Apostel. Ein Paulus-Roman. Benno-Verlag, Leipzig 2016, ISBN 978-3-7462-4835-6.
- Das Pilgerbuch zum Glück. 40 Impulse für ein erfülltes Leben. Benno-Verlag, Leipzig 2017, ISBN 978-3-7462-4887-5.
- Nazarius, der Erbe des Apostels. Benno-Verlag, Leipzig 2017, ISBN 978-3-7462-4982-7.
- Führe uns zur Stille. Der Weg zur christlichen Meditation. Benno-Verlag, Leipzig 2019, ISBN 978-3-7462-5442-5.
- Heiliger Strohsack! Un-erhörte Ansichten eines Landpfarrers. Benno-Verlag, Leipzig 2019, ISBN 978-3-7462-5590-3.